# Costocondritis
La costocondritis es la inflamación de la unión de una o más costillas superiores con el esternón.
El síntoma principal es el dolor localizado en la unión esterno-costal afectada, que se acentúa al presionarla.
La causa generalmente es desconocida.
Una variante de la costocondritis es el síndrome de Tietze, de ocurrencia rara, comienzo abrupto, con dolor intenso que se irradia a los brazos y que puede durar varias semanas.

## Epidemiología
Suele afectar a personas jóvenes de ambos sexos (principalmente entre los 20 y los 40 años). Aunque también puede afectar a adolescentes en etapa de crecimiento.

## Causas
En general, la causa es desconocida.  Se ha propuesto como causa principal los traumatismos menores repetitivos. En algunos casos se asocia al déficit de vitamina D.

## Patogenia
La costocondritis es un proceso inflamatorio que afecta cualquiera de las uniones costocondrales, produciendo dolor. En el 90% de los casos más de una unión está afectada, siendo las más comúnmente afectadas desde la segunda a la quinta.

## Cuadro clínico
El comienzo del dolor suele ser insidioso.  suele estar precedido de actividad física que involucra movimientos de tronco no habituales, repetitivos o con golpes menores.
El dolor suele exacerbarse con los movimientos de tronco, la inspiración profunda o el ejercicio.
Se alivia con el reposo, la respiración tranquila o ciertas posiciones estáticas del tronco.
Suele ser un dolor localizado pero puede extenderse e irradiarse.
Su intensidad suele ser fluctuante y puede llegar a ser severo.
El síndrome de Tietze, es una variante de mayor intensidad y duración y que se acompaña de aumento del calor local y eritema en las uniones afectadas.

## Tratamiento
El tratamiento médico habitual incluye antiinflamatorios no esteroideos por una a dos semanas.